# Cyrtophleba arabica
Cyrtophleba arabica là một loài ruồi trong họ Tachinidae.